# 巴奇馬尼夫卡
50°21′24″N 27°1′27″E / 50.35667°N 27.02417°E
巴奇馬尼夫卡（烏克蘭語：Бачманівка）是位於烏克蘭西部赫梅利尼茨基州裏舍佩蒂夫卡區的村莊，始建於1520年，面積2.55平方公里，海拔高度236米，2001年人口426，人口密度每平方公里167.1人。